# Mississippi brinner
Mississippi brinner (originaltitel: Mississippi Burning) är en amerikansk thrillerfilm från 1988 i regi av Alan Parker och med manus av Chris Gerolmo. I huvudrollerna syns bland andra Gene Hackman och Willem Dafoe. Den hade biopremiär i USA den 9 december 1988 och i Sverige den 10 mars 1989, på biograferna Saga i Stockholm, Spegeln i Göteborg och Royal i Malmö.
Filmen är verklighetsbaserad och nominerades till sex Oscars och vann en statyett för bästa foto.

## Handling
Den amerikanska delstaten Mississippi år 1964. Tre medborgarrättsaktivister som kör längs en ödslig vägsträcka blir förföljda och mördade. En av USA:s mest explosiva brottsutredningar någonsin sätts igång. FBI-agenterna Rupert Anderson (Gene Hackman) och Alan Ward (Willem Dafoe) arbetar med fallet i det Ku Klux Klan-hemsökta lilla samhället. Det omaka paret möter hårt motstånd, men arbetar på sitt eget vis för att skipa rättvisa.

## Rollista
- Gene Hackman – Agent Rupert Anderson
- Willem Dafoe – Agent Alan Ward
- Frances McDormand – Mrs. Pell
- Brad Dourif – Vice Sheriff Clinton Pell
- R. Lee Ermey – Borgmästare Tilman
- Gailard Sartain – Sheriff Ray Stuckey
- Stephen Tobolowsky – Clayton Townley
- Michael Rooker – Frank Bailey
- Pruitt Taylor Vince – Lester Cowens
- Badja Djola – Agent Monk
- Kevin Dunn – Agent Bird
- Frankie Faison – Lovprisare